# 坂口亮
坂口 亮（さかぐち りょう、1978年 - ）はVFXクリエーター。スキャンラインVFX所属。
2008年、「ロード・オブ・ザ・リング」「デイ・アフター・トゥモロー」「パイレーツ・オブ・カリビアン/ワールド・エンド」等の映画における洪水などの流体シーンをコンピュータグラフィックスで再現する技術を開発したことにより、ロサンゼルスのデジタル・ドメイン社の同僚2人と共にアカデミー科学技術賞を受賞。

## 略歴
東京都生まれ、神奈川県育ち。
1999年、慶應義塾大学環境情報学部在学中、インターンとしてロサンゼルスの視覚効果映像制作会社デジタル・ドメイン社（略称：DD）で働くため渡米。2001年、慶應義塾大学卒業後、DDに入社。2003年、エレクトロニック・アーツ社（略称：EA）に転職。2005年、DDに転職。2014年、デジタルドメインを退社し、スキャンラインVFXのバンクーバー支社に転職。

## 参加した映画
- 『X-メン』
- 『タイムマシン』
- 『トリプルX』
- 『デイ・アフター・トゥモロー』
- 『父親たちの星条旗』
- 『パイレーツ・オブ・カリビアン/ワールド・エンド』
- 『ライラの冒険　黄金の羅針盤』
- 『スピード・レーサー』
- 『ロード・オブ・ザ・リング』
- 『デイ・アフター・トゥモロー』
- 『2012』
- 『エンダーのゲーム』

## テレビ出演
2009年11月18日 クローズアップ現代「“衝撃”のVFX〜ハリウッド席巻する日本人〜」（NHK総合）